# Hemipeplus rodericensis
Hemipeplus rodericensis es una especie de coleóptero de la familia Mycteridae.

## Distribución geográfica
Habita en Isla Rodríguez (Chile).